# Saint-Brisson
Saint-Brisson ist eine französische Gemeinde mit 252 Einwohnern (Stand: 1. Januar 2022) im  Département Nièvre in der Region Bourgogne-Franche-Comté (vor 2016: Burgund). Sie gehört zum Arrondissement Château-Chinon (Ville) und zum Kanton Château-Chinon (bis 2015: Kanton Montsauche-les-Settons). Die Einwohner werden Beursonniers genannt.

## Geographie
Saint-Brisson liegt etwa 65 Kilometer westlich von Dijon im Morvan. Umgeben wird Saint-Brisson von den Nachbargemeinden Saint-Agnan-en-Morvan im Norden, Champeau-en-Morvan im Osten, Alligny-en-Morvan im Südosten, Gouloux im Süden und Südwesten sowie Dun-les-Places im Westen und Nordwesten.

## Bevölkerungsentwicklung
| Jahr                       | 1962 | 1968 | 1975 | 1982 | 1990 | 1999 | 2006 | 2011 | 2016 |
| -------------------------- | ---- | ---- | ---- | ---- | ---- | ---- | ---- | ---- | ---- |
| Einwohner                  | 464  | 387  | 292  | 260  | 258  | 265  | 277  | 279  | 266  |
| Quellen: Cassini und INSEE |      |      |      |      |      |      |      |      |      |

## Sehenswürdigkeiten
- Dolmen von Chevresse, Pseudodolmen
- Dolmen de la Pierre Plate
- Kirche Saint-Brice aus dem 17. Jahrhundert

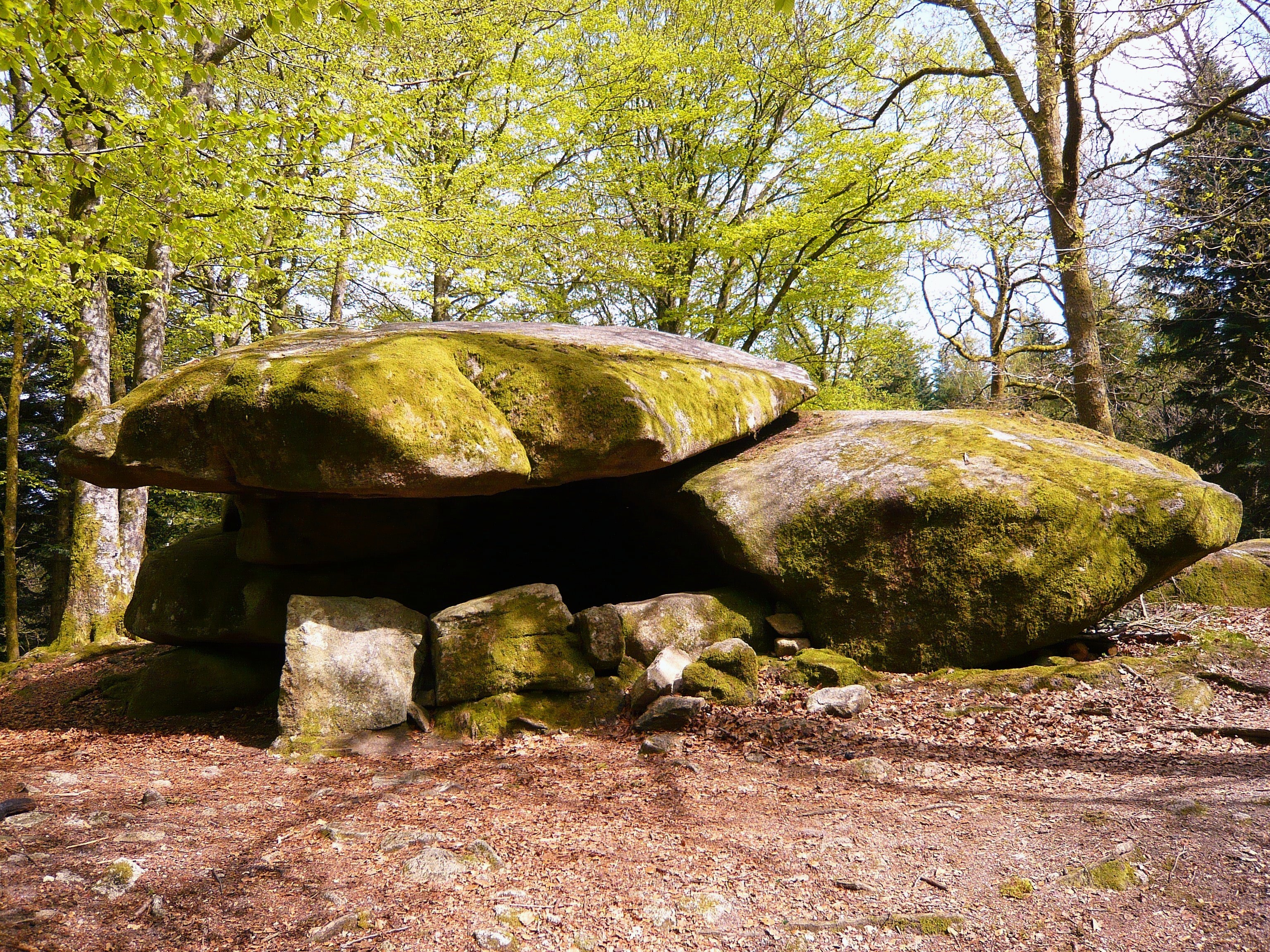
Dolmen von Chevresse

- Widerstandsmuseum des Morvan